# Demokratická unie
Demokratická unie (zkratka DEU) byla malá pravicová strana, existující v 90. letech v Česku. Označení Demokratická unie však bylo v období před založením této strany používáno jako možný název pro projekt integrace (především) menších pravicových stran.
Její předsedkyní byla nejprve Alena Hromádková, po ní později Ratibor Majzlík. Strana získala 1 senátní křeslo v roce 1996, ve sněmovních volbách 1996 získala 2,8 % a v roce 1998 již pouze 1,44 %. V senátních a krajských volbách v letech 1998 a 2000 kandidovala s Čtyřkoalicí. V lednu 2002 byla integrována do US-DEU.
Část bývalých členů DEU se na začátku roku 2004 od US-DEU odtrhla a založila stranu Demokratická Unie České republiky (DEUČR). Z právního hlediska však mezi oběma stranami návaznost neexistuje.